# Ville Zoom

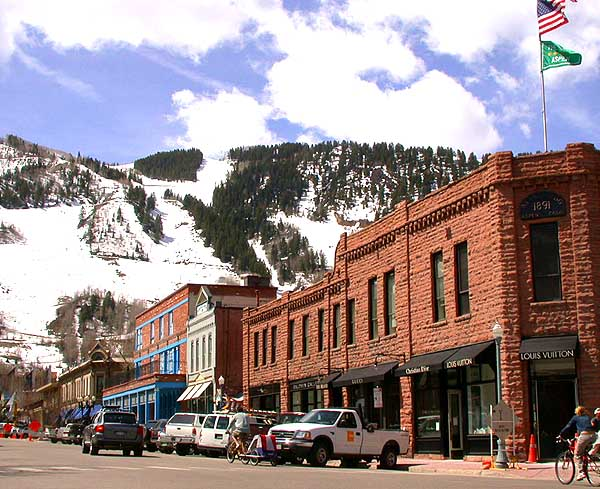
Aspen (Colorado) est un exemple de ville Zoom bénéficiant de l'arrivée de télétravailleurs attirés par les activités d'extérieurs, le ski notamment.

Une ville Zoom, Zoom town en anglais, est une ville qui connaît une augmentation significative de sa population grâce au travail à distance, en particulier à la suite de la pandémie de Covid-19. Ce phénomène peut avoir pour la ville Zoom, des conséquences économiques importantes.
La terminologie anglaise est issue d'un jeu de mots basé sur "boomtown" (ville champignon) avec le nom de l'outil de conférence Web Zoom.